# Uwe Daxböck
Uwe Daxböck (geb. 4. April 1979 in Wien) ist ein ehemaliger österreichischer Ruderer.

## Leben
Als Schlagmann im leichten Doppelvierer gemeinsam mit Bernd Wakolbinger, Christoph Engl und Paul Sommeregger errang er für Österreich mehrere Medaillen. Gemeinsam mit Sebastian Sageder  gewann er im Jahr 1999 die Goldmedaille im U23-Leichtgewichts-Doppelzweier beim Nations Cup.